# Ophioxenos dienteros
Ophioxenos dienteros är en plattmaskart. Ophioxenos dienteros ingår i släktet Ophioxenos och familjen Paramphistomatidae. Inga underarter finns listade i Catalogue of Life.